# Huyamampa
Huyamampa es una localidad argentina ubicada en el departamento Banda de la provincia de Santiago del Estero. Se encuentra a 1 km de la Ruta Nacional 34, 45 km al noroeste de La Banda. Toma el nombre de las salinas de Huyamampa, es una voz compuesta que significa "Lago o aguada de sal", haciendo la etimología de la palabra, "Huya" se refiere mineral, en el vocablo cacan significa "sal" y "mampa" significa "aguada o lago".
En las salinas de Huyamampa opera una planta que extrae sulfato de sodio desde 2005.  En 2012 se encontraba en ejecución una planta de tratamiento de agua para el abastecimiento de la localidad.

## Población
Cuenta con 130 habitantes (Indec, 2010), lo que representa un incremento del 141% frente a los 54 habitantes (Indec, 2001) del censo anterior.
| Gráfica de evolución demográfica de Huyamampa entre 1991 y 2010 |
|                                                                 |
| Fuente: Censos nacionales del INDEC                             |